# Eric Fletcher Waters
Eric Fletcher Waters (28. prosince 1914[zdroj⁠?!] – 18. února 1944) byl britský učitel a voják ve druhé světové válce. Jeho synem je Roger Waters, baskytarista rockové skupiny Pink Floyd. Bylo mu věnováno album The Final Cut z roku 1983.
Zemřel během Vylodění u Anzia 18. února 1944, jeho tělo nebylo nikdy nalezeno.